# Funk (Glee)
Funk es el vigésimo primer episodio de la primera temporada de la serie de televisión Glee. Los miembros de New Directions se sienten intimidados por el club rival Vocal Adrenaline y empiezan a explorar la música funk, sabiendo que es la debilidad de su club rival. Las canciones interpretadas en el episodio fueron lanzadas en internet como singles disponibles para descargar, dos de los cuales están incluidos en la banda sonora de Glee: The Music, Volume 3 Showstoppers.
El episodio recibió críticas mixtas de críticos. Lisa Respers France de CNN y Blair Baldwin de Zap2it recibieron el episodio positivamente. Todd VanDerWerff de The A.V. Club, Tim Stack de Entertainment Weekly y James Poniewozic de Time destacaron problemas de continuidad con el programa, mientras que VanDerWerff y Henrik Batallones de BuddyTV consideraron a "Funk" como un episodio de configuración para el final de la temporada. Bobby Hankinson del Houston Chronicle dio una opinión más positiva, pero todavía encontró que faltaba "Funk" en comparación con los episodios anteriores, un sentimiento compartido por Aly Semigran de MTV.

## Trama
Jesse (Jonathan Groff) regresa a Vocal Adrenaline, argumentando que en New Directions lo trataron "horriblemente" y que nunca aceptaron ni escucharon sus ideas, por lo cual junto a su grupo realiza una presentación de "Another One Bites the Dust" en el auditorio del McKinley High, hecho que deja a los chicos deprimidos. Will intenta alentarlos pidiéndoles que intenten canciones de género Funk. Quinn (Dianna Agron) canta "It's a Man's Man's Man's World" para mostrar su frustración por ser una madre adolescente que no se ha casado antes de tener relaciones sexuales. Mercedes, entendiendo por lo que está pasando Quinn, la invita a mudarse con ella, ya que su hermano se mudó porque comenzó la Universidad.
Will (Matthew Morrison) y Terri (Jessalyn Gilsig) terminan de concretar su divorcio. Él habla con los chicos del Club sobre los arrepentimientos de la vida y les dice que su tarea de la semana es hacer un número de Funk. Intentando manejar su depresión y las incesantes y continuas burlas de Sue (Jane Lynch), Will seduce a Sue cantándole "Tell Me Something Good" ("Dime Algo Bueno") y le pide una cita, dejándola plantada más tarde para humillarla, y luego le compra geles de carbohidratos con sabor a manzatini (martini de manzana). Sue retira su inscripción para la competencia nacional de porristas y, totalmente hundida en depresión, se interna en su casa. Will se disculpa con Sue cuando ve el impacto negativo que su actitud ha generado en las animadoras, y se da cuenta de que herirla no lo hizo sentir mejor. Sue reinscribe a su equipo y gana las Nacionales, poniendo el gran trofeo en la sala de la casa de Will. Ella le da a Will dos opciones: o poner su trofeo en la sala de música donde ensayan los chicos del Glee Club, o besarla. Will cae en la cuenta de que ese es su castigo por humillarla y cuando se dispone a besarla, ella se lo rechaza y decide darle sólo la primera opción: poner el trofeo en la sala de coro, para que cada vez que lo vea Will recuerde la superioridad de ella.
En respuesta al vandalismo por parte de Vocal Adrenaline, Puck (Mark Salling) y Finn pinchan las ruedas de los autos (Range Rovers) de los miembros de Vocal Adrenaline. Ante esto, el director Figgins decide que deben ser expulsados, pero Shelby (Idina Menzel), como directora de Vocal Adrenaline, dice que eso no es necesario, siempre y cuando los chicos se comprometan a pagar por los daños causados. Ella sugiere que saquen el dinero del presupuesto del Glee Club, pero Will dice que si hacen eso, el Glee Club quedará en bancarrota. Finn entonces dice que él y Puck conseguirán empleos y Shelby se muestra de acuerdo con la idea. Puck y Finn son empleados en Sheets-N-Thing, donde trabajan para Terri. Expresando la desatisfacción con sus vidas, Puck, Finn, Terri, Sandy Ryerson (Stephen Tobolowsky) y Howard Bamboo cantan "Loser", cada uno en su imaginario. Terri se da cuenta de que Finn le recuerda a Will cuando era joven, y se hace amiga de él, ayudándolo con su tarea para el Glee Club.
Puck y Finn además cantan "Good Vibrations" de Marky Mark and The Funky Bunch junto a Mercedes. Poco más tarde, Jesse rompe el corazón de Rachel al citarla en el estacionamiento, donde la esperan los miembros de Vocal Adrenaline y le lanzan huevos. Sin embargo, cuando los demás presionan a Jesse para que le lance un huevo a Rachel, él se acerca a ella y admite que realmente la amó, y luego le rompe un huevo en la cabeza. Los varones de New Directions, furiosos al enterarse de esto, y dirigidos por Puck, se deciden a golpear a los chicos de Vocal Adrenaline. Sin embargo, Will los detiene y los convence de que la violencia no soluciona nada. El grupo invita al auditorio a los miembros de Vocal Adrenaline e interpretan ante ellos un espectacular número de "Give Up The Funk", para mostrarles que no son afectados por sus estúpidas e inmaduras acciones. Luego de ver la presentación de New Directions, los chicos de Vocal Adrenaline se deprimen, dándose cuenta cuán buenos son sus competidores, ya que ellos nunca pudieron hacer un número de Funk.

## Producción

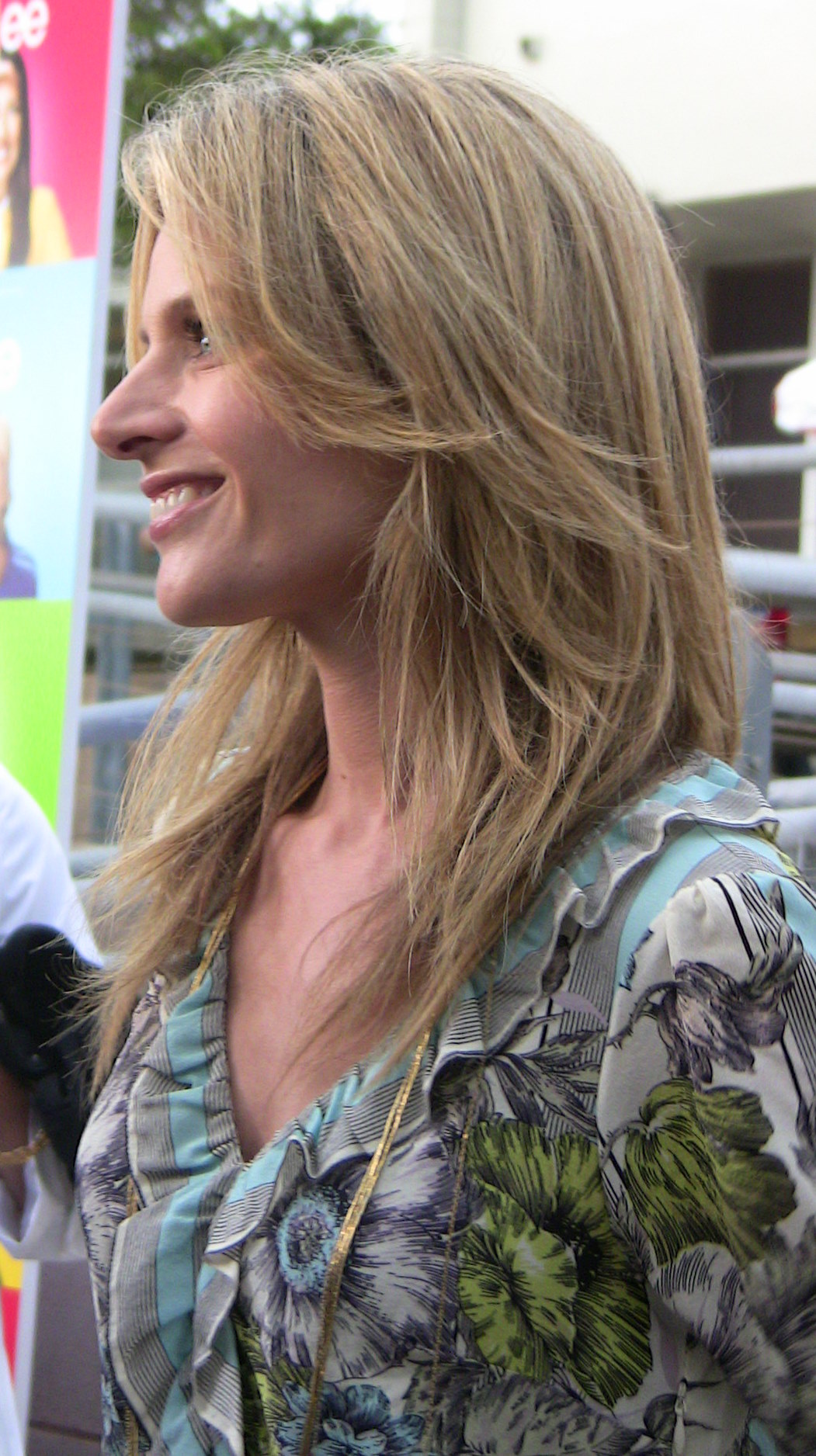
Terri (Gilsig, imagenregresa a la serie en "Funk", comenzando una amistad con Finn..

"Funk" fue pensado originalmente al aire el 25 de mayo de 2010, pero fue cambiado en el calendario con el episodio de "Theatricality" El creador de la serie Ryan Murphy ha declarado que hay tres tipos de relaciones en Glee:las que existen entre Finn y Rachel, Will y Emma (Jayma Mays), y Sue. Murphy explicó que la seducción de Will de Sue en "Funk" es un intento de conseguir que ella deje el club Glee en paz:"Creo que es justo hacer que Sue sea acosada, pero se divirtió mucho con eso".
La esposa de Will, Terri, regresa a la serie en "Funk", dando a su interpretación vocal por primera vez. El 2 de junio de 2010, Megan Masters de E! Online informó de que Gilsig aún no había sido invitada oficialmente de vuelta para la segunda temporada, pero estaba seguro de que iba a serlo. Hablo de la relación de Terri con Finn, Gilsig explicó: "Ella ve en Finn mucho de lo que vio en Will cuando lo conoció".
Las interpretaciones musicales en el episodio son: "Another One Bites the Dust" de Queen, "Tell Me Something Good" de Rufus, "Loser" de Beck, "It's a Man's Man's Man's World", de James Brown, "Good Vibrations" por Marky Mark and the Funky Bunch y "Give Up the Funk (Tear the Roof off the Sucker)" por Parliament. Todas las canciones interpretadas en el episodio fueron lanzados como sencillos en formato de descarga digital. "Loser" es la primera interpretación vocal Gilsig en la serie, y se incluye en la edición de Glee: The Music, Volume 3 Showstoppers."Give Up the Funk" se incluye en las ediciones deluxe y estándar.

## Recepción
En su emisión original, "Funk" fue visto por un promedio de 9 millones de espectadores estadounidenses. El episodio obtuvo una calificación de 3.6/10 en el grupo demográfico de 18-49, llegando a 4.1/11 en los últimos 30 minutos. Bajó un 21% en el episodio anterior, pero fue la mejor calificación de Glee dentro de la franja demográfica de 18-49 para un episodio que no sigue a American Idol. Fue el tercer programa más visto de la semana en el grupo demográfico de 18-49 (perdiendo contra America's Got Talent la noche de la transmisión), el programa más alto y el undécimo programa más visto entre todos los televidentes.

### Críticas
"Funk" recibió críticas mixtas de los críticos. Lisa Respers France de CNN lo llamó "increíble", y se complació al ver New Directions interpretando música funk, aunque notó que estaba "ligeramente perturbada" por la "extraña" actuación de Quinn de "It's a Man's Man's Man's World" utilizando a adolescentes embarazadas como bailarines. En diciembre de 2012, TV Guide llamó a la interpretación de Quinn como una de las peores actuaciones de Glee. Blair Baldwin de Zap2it declaró: "Si bien no tenía la voz conmovedora de los episodios anteriores, era fresco y divertido ... un agradable cambio de ritmo para la serie". Bobby Hankinson del Houston Chronicle lo llamó episodio "bastante bueno" y "sólido", aunque señalando que carecía del "golpe emocional" de los episodios previos.
Henrik Batallones de BuddyTV calificó a "Funk" como un puente entre "Theatricality" y el final de temporada, y escribió: "Parece que el episodio se puso en un funk, y cuando las cosas se vuelven increíbles, se detiene". Eric Goldman de IGN calificó el episodio 6.8 / 10 como "Pasable", pero lo consideró el episodio más débil de Glee hasta el momento, mientras que Gerrick D. Kennedy de Los Angeles Times lo llamó "solo un gran lío funked-up". Mary Hanrahan de Broadway World sintió que:"Si bien "Funk" tuvo algunos momentos malos, incluso encantadores, no hizo nada para compensar el episodio desconcertante que lo precedió y finalmente dejó mucho que desear ".[24] Por el contrario, Aly Semigran de MTV había disfrutado del episodio anterior, y aun así recibió "Funk" mal, llamándolo: "un paso por debajo de la fuerte 'teatralidad' de la semana pasada". Al igual que con Respers France, Semigran señaló que la actuación de Quinn "se sintió un poco incómoda y en el límite 'ofensivo'". En contraste, Raymund Flandez del Wall Street Journal disfrutó de la canción de Quinn, que calificó de "magnífica sorpresa", alabando "coreografía jazzy-funk perfecta". Flandez criticó la actuación de "Buenas vibraciones", sin embargo, considerando que era "una canción tan mala que no puede salvarse por la ironía o la nostalgia", y sintió que "Give Up the Funk" estaba "subdesarrollado" y preguntó: "¿Dónde está el alma? La ira, la pasión, la emoción, ¿no es eso de lo que se supone que se trata?".